# Барнакл
Барнакли (англ. Barnacle, точний переклад — Прилипала) — створіння з світу комп'ютерної гри Half-Life, які, згідно з сюжетом, проникли на Землю з паралельного виміру Зен через міжпросторовий портал. Ці тварини ведуть практично нерухомий спосіб життя. Вони звисають зі стелі і живляться тим, що потрапляє на їх язик.

## Фізіологія
Зовні барнакли подібні на довгасті мішки, по краях оточені великими іклами і з пащею на кінці, наповненою гострими зубами. Барнакл має могутній мускульний відросток. Він виконує одночасно функції щупальця і клейкого язика, який може втягувати потрапившу на нього жертву в пащу. Барнакли прикріпляють себе до стель і висовують свій язик, очікуючи, поки хтось не попадеться на нього. Найчастіше барнаклів можна побачити поряд зі рясним скупченням води чи вологи. 
Барнакли порівняно слабкі: 6-8 точних вистрілів з 9-мм пістолета або 1 удар ломом здатні завдати їм смертельні поранення. Після смерті барнакли вивергають з себе непереварені останки інших жертв, в основному, кістки скелета, що означає, що їжа в них перетравлюється досить довгий час.